# Saint-Père (Yonne)
Saint-Père é uma comuna francesa na região administrativa de Borgonha-Franco-Condado, no departamento de Yonne. Estende-se por uma área de 15,28 km².